# ホセ・ルイス・ロパテギ
ホセ・ルイス・ロパテギ・ロドリゲス（José Luis Lopátegui Rodríguez、1940年 - 2002年5月6日）は、スペイン・バレンシア出身のクラシック・ギター奏者、音楽家、教育者。 

## 経歴
生まれはバレンシアであるが、幼少時にバルセロナに移る。市立バルセロナ音楽院（Conservatorio Municipal de Música de Barcelona）に学び才能を開花させる。同時に工学も学んでいる 。 
エミリオ・プジョルに教えを受ける。また、ナルシソ・イエペスにも学び 、恩師であり友人でもあったイエペスの考案した10弦ギターを演奏に使用した。 優れた音楽センスの持ち主として知られ、とりわけルイジ・ボッケリーニ 、 フェルナンド・ソル 、 フランシスコ・タレガ 、 ミゲル・リョベートなどの古典音楽を得意とした。 また現代音楽にも常に大きな関心を抱き、演奏活動はヨーロッパ、アジア、アメリカに及んだ 。 
古楽の研究および演奏にも力を入れた  。また、原典の校訂、編集にも尽力し、フェルナンド・ソルの作品３１、３５、６０の練習曲集はQuiroga社や Alpuerto社から、フェルディナンド・カルッリの５つの易しい小品はBoileau社よりロパテギ 編として出版された。多くのルネサンス期のスペインの作曲家の作品をギター用に編曲しコンサートで取り上げたが、それらは出版されていない。
作曲家、ホアキン・ロドリーゴの８０歳を祝うコンサートでは、 スペイン国立管弦楽団と共演し、アランフエス協奏曲のソリストを務める 。 
1980年にはプラハにてsv：František Vajnar指揮、プラハ・ラジオ・オーケストラと共演し、トマス・マルコ作曲、エコー協奏曲を初演 。 
1973年から亡くなるまでバルセロナ市立音楽院の教授を務める  。1987年にはバルセロナにスペインで初めて、クラシックギターを学ぶことに特化した学校「Ferran Sors・ギター・スクール」を開設、後に「Aula de Música７」音楽院に発展した 。  
夏の休暇期には、San Cugat del Vallésにおいてホセ・ルイス ロパテギ国際ギター講習会、Curso Internacional de Guitarra José Luis Lopategui、が内外からの多数の参加者を集め３０年以上にわたって開かれ、またLérida県のCerveraでは室内楽の講習会が開かれた。  
教育分野での主な貢献は、ギターでの音楽表現へ寄与するものとしての技術を体系だった考えでの整理、研ぎ澄まされた音へこだわり、楽器とそれを構える姿勢の関係の人間工学的な考察などがあげられる  。日本の「活元運動」をたしなみ生徒にも勧めていた。 
2002年12月15日には、彼の長年にわたる精力的なコンサート活動と教育活動を受け継ぐ機関として「ホセ・ルイス・ロパテギ音楽文化協会 」（Associació Musical i Cultural José Luis Lopategu ”AMIC José Luis Lopátegui"）が公式に創設された。 
「AMIC José Luis Lopátegui」は、2012年から毎年ホセ・ルイス ロパテギ　チルドレンズ ギターコンクール」を開催している。 コンクールには、10歳未満を参加資格にした部門、11歳から13歳までを参加資格にした２部門がある 。 

## ディスコグラフィー
- "Antología histórica de la música catalana. La guitarra 1". José Luis Lopátegui. Obras de Fernando Sors, Francisco Tárrega, Miguel Llobet, Emilio Pujol. EDIGSA, 1969.
- "La guitarra en el Reinaxement i Barróc espanyol". Obras de Luis de Milán, Alonso Mudarra, Diego Pisador, Gaspar Sanz y Luis de Narváez. EDIGSA, 1970.
- "La guitare catalane". Obras de Milán, Mudarra, Pisador, Gaspar Sanz y Narváez. Harmonia Mundi, 1971.
- "La Guitare au Siècle D'Or Espagnol". Obras de Milán, Mudarra, Pisador, Gaspar Sanz y Narváez. Harmonia Mundi, 1979.
- "Spanish Guitar Music of the 16th & 17th Centuries". Obras de Milán, Mudarra, Pisador, Gaspar Sanz y Narváez. Turnabout, 1971.。
- "Integral dels Opus 31 al 35" de Ferran Sors . EDIGSA, 1977.
- "The Guitar in Spanish Golden Age". Obras de Milán, Mudarra, Pisador, Gaspar Sanz y Narváez. Harmonia Mundi, 1979.
- "José Luis Lopátegui. Miquel Llobet, Ferran Sors, Francesc Tàrrega y Emili Pujol". PDI, 1986.
- "Kosice Quartet - Jose Luis Lopategui". Cuarteto en Re mayor op.2 Núm.2 de Joseph Haydn y Quinteto en Do mayor "La ritirata de Madrid" de Luigi Boccherini. Picap, 2009.
- "J. L. Lopategui interpreta guitarra de diez cuerdas deu cordes". Cinco preludios de Heitor Villa-Lobos, Elogio de la danza y Tarantos de Leo Brouwer y Estudios Nº 1, Nº 3, Nº 7, Nº 10, Nº 12 de Villa-Lobos. Actual Records Distribució, 2009.

## 刊行物
- Introducción al estudio de la guitarra. Método preliminar progresivo. Guitarra. LOPÁTEGUI, José Luis. Editorial Boileau. ISBN 978-84-8020-548-1
- Introducción al estudio de la guitarra. Método preliminar progresivo. Estudio nº 39. Guitarra. LOPÁTEGUI, José Luis. Editorial Boileau. ISMN: ISMN: 979-0-3503-0358-6
- La técnica de la guitarra I. Escalas y arpegios. José Luis Lopategui. Editorial	Alpuerto, 1975.
- Guitarra-didáctica. Doce estudios progresivos. Lopátegui, José Luis. 1975. Nº Registro BNE: XX4816405